# الكسندر استروك
الكسندر استروك (بالفرنسية: Alexandre Astruc)‏ (و. 1923 – 2016 م) هو مخرج سينمائي، وروائي، وصحفي، وناقد سينمائي، وممثل، وكاتب سيناريو، وكاتب، وناقد أدبي من فرنسا . ولد في باريس .
توفي في باريس .

## جوائز
حصل على جوائز منها:
- René Clair Award (1994)
- Roger Nimier Prize (1976)
- Louis Delluc Prize، عن عمل:The Crimson Curtain (1952).

## روابط خارجية
- الكسندر استروك على موقع IMDb (الإنجليزية)
- الكسندر استروك على موقع روتن توميتوز (الإنجليزية)
- الكسندر استروك على موقع ألو سيني (الفرنسية)
- الكسندر استروك على موقع أول موفي (الإنجليزية)
- الكسندر استروك على موقع قاعدة بيانات الأفلام السويدية (السويدية)
- الكسندر استروك على موقع إن إن دي بي (الإنجليزية)
- الكسندر استروك على موقع قاعدة بيانات الفيلم (الإنجليزية)
- الكسندر استروك على موقع كينوبويسك (الروسية)